# Gledka
Gledka (Bulgaars: Гледка) is een dorp in de Bulgaarse gemeente Stambolovo, oblast Chaskovo. Het dorp ligt hemelsbreed 19 km ten zuiden van Chaskovo en 217 km ten zuidoosten van Sofia.

## Bevolking
Op 31 december 2020 telde het dorp Gledka 260 inwoners.
| Bevolkingsontwikkeling tussen 1934 en 2020          |
| --------------------------------------------------- |
|                                                     |
| Bron: Nationaal Statistisch Instituut van Bulgarije |

In het dorp wonen grotendeels etnische Turken. In de optionele volkstelling van 2011 identificeerden 229 van de 253 ondervraagden zichzelf als etnische Turken, oftewel 90,5%. De rest van de bevolking bestond vooral uit Bulgaren en Roma.
| Etnische samenstelling van de respondenten (2011) | Etnische samenstelling van de respondenten (2011) | Etnische samenstelling van de respondenten (2011) | Etnische samenstelling van de respondenten (2011) | Etnische samenstelling van de respondenten (2011) |
| ------------------------------------------------- | ------------------------------------------------- | ------------------------------------------------- | ------------------------------------------------- | ------------------------------------------------- |
|                                                   |                                                   |                                                   |                                                   |                                                   |
| Bulgaren                                          | Bulgaren                                          |                                                   | 5,5%                                              | 5,5%                                              |
| Turken                                            | Turken                                            |                                                   | 90,5%                                             | 90,5%                                             |
| Roma                                              | Roma                                              |                                                   | 3,6%                                              | 3,6%                                              |
| Anders/Onbekend                                   | Anders/Onbekend                                   |                                                   | 0,4%                                              | 0,4%                                              |